# Faculdade Indígena Intercultural
Em 2001 teve início oficialmente o Projeto de Formação de Professores Indígenas - 3º Grau Indígena, atualmente são oferecidos cursos superiores de licenciatura nas áreas de Línguas, Artes e Literaturas; Ciências Matemáticas e da Natureza; e Ciências Sociais.

## História
No ano de 1995 foi criado o Conselho de Educação Escolar Indígena - CEI/MT, que se constituiu num espaço de discussão, reflexão e luta pela Educação Escolar Indígena. A criação do CEI/MT fortaleceu em Mato Grosso o movimento dos professores indígenas que passaram a reivindicar a formação continuada por meio de cursos específicos e diferenciados.
Em 1997, após a conferência Ameríndia, foi criado pelo Governo do Estado a Comissão Interinstitucional e Paritária que iniciou as discussões sobre a formação de professores indígenas em nível superior. A Comissão era constituída por representantes da SEDUC/MT, FUNAI, CEE/MT, CEI/MT, UFMT, UNEMAT, CAIEMT e representantes indígenas.
No ano de 1998, a Comissão elaborou o anteprojeto para formação em nível superior, estabelecendo as diretrizes gerais da proposta.
O projeto foi concluído pela Comissão no final de 1999, com a entrega oficial do documento ao Governo do Estado de Mato Grosso. O ano de 2000 foi dedicado às negociações políticas e financeiras, com a assinatura dos convênios entre as instituições parceiras e a sua aprovação nos colegiados da Universidade do Estado de Mato Grosso.
Em 2001 teve início oficialmente o Projeto de Formação de Professores Indígenas - 3º Grau Indígena, com a realização do Vestibular e o início das aulas no mês de julho, para a 1ª Turma dos Cursos de Licenciatura Específica para a Formação de Professores Indígenas. Em janeiro de 2005 tiveram início as aulas para a 2ª Turma dos cursos.
No período compreendido entre 2002 e 2004 foi ofertada uma especialização Lato Sensu em Educação Escolar Indígena, que contou com a participação de interessados de diferentes instituições que atuam na questão indígena, além de professores indígenas já graduados. Atualmente prevê-se a abertura de uma nova turma do referido curso. Esta nova turma ofertará 50 vagas específicas para professores indígenas egressos da UNEMAT e de outras IES.
Em junho de 2006, a 1ª Turma concluiu as atividades do curso, sendo realizada a Colação de Grau e a entrega dos diplomas de licenciados a 186 acadêmicos indígenas.
Em agosto de 2007, considerando a necessidade de fortalecer as ações desenvolvidas pela UNEMAT em prol da Educação Superior indígena em Mato Grosso, o Projeto 3º Grau Indígena foi transformado no Programa de Educação Superior Indígena Intercultural - PROESI. Em janeiro de 2008 iniciaram as aulas para a 3ª Turma dos Cursos de Licenciatura.
Durante o II Congresso Universitário da UNEMAT, realizado em dezembro de 2008, foi aprovada a criação da Faculdade Indígena Intercultural, incorporando as ações relacionadas a Educação Superior Indígena.
A Faculdade tem por objetivo a execução dos Cursos de Licenciaturas Plenas e de Bacharelado, com vistas à formação em serviço e continuada de professores e profissionais indígenas; abertura de vagas nos cursos regulares de Pós-Graduação Lato Sensu e Stricto Sensu; cursos de formação continuada, acompanhamento de acadêmicos indígenas nos cursos de graduação e administração do Museu Indígena a ser implantado.
Em julho de 2009, a 2ª Turma concluiu as atividades do curso, realizando então a Colação de Grau e a entrega dos diplomas a mais 90 Professores Indígenas.

## Publicações
Para dar vazão à produção acadêmica gerada tanto pelos universitários quanto pelos docentes da Faculdade Indígena Intercultural, foram instituídas quatro séries de publicações com enfoques e preocupações distintas:
1. Série Institucional, que reúne as publicações voltadas à divulgação da Faculdade em seus aspectos institucionais e organizacionais;
2. Série Periódicos, que reúne os periódicos produzidos e editados pela Faculdade, como o Informativo de Notícias e o Cadernos de Educação Escolar Indígena;
3. Série Experiências Didáticas, voltada à viabilização de propostas de publicações apresentadas pelos estudantes para uso em suas escolas e aldeias;
4. Série Práticas Interculturais, destinada à organização e divulgação das produções textuais e visuais elaboradas pelos estudantes durante as etapas presenciais e intermediárias dos cursos nas três áreas de concentração.
5. Declaração das Nações Unidas Sobre o Direito dos Povos Indígenas, aprovada pela Assembléia Geral da Organização das Nações Unidas em 13 de setembro de 2007, depois de 22 anos de discussão.

### Série Institucional

#### Projeto dos Cursos de Licenciatura
Trata-se da publicação de uma versão resumida do Projeto de Cursos de Licenciatura Específicos para a Formação de Professores Indígenas, elaborado no período de 1997 a 2000, pela Comissão Interinstitucional e Paritária, criada pelo Decreto Nº 1.842, de 21 de novembro de 1997, do Governo do Mato Grosso, contendo os principais pontos norteadores da discussão acerca da formação de professores indígenas em nível superior. A divulgação deste material tem como objetivo difundir as proposições estabelecidas ao longo de quatro anos de trabalhos da Comissão, esperando que seja o ponto de partida para novas reflexões no que se refere à formação de professores indígenas.
Conteúdo
1. Breve histórico da educação escolar indígena no Brasil e em Mato Grosso
2. A luta por uma educação escolar diferenciada
3. O processo de discussão acerca do ensino superior indígena em Mato Grosso
4. O perfil do professor a ser formado
5. Objetivos do projeto
6. Justificativa do projeto e dos cursos
7. Perfil dos cursos
8. Objetivos dos cursos
9. Princípios curriculares
10. Estruturas curriculares dos cursos
11. Temas transversais
12. Temáticas centrais do Primeiro Ciclo
13. Temáticas centrais do Segundo Ciclo
14. Os estágios supervisionados
15. Processo de avaliação
16. Formação dos docentes que atuarão nos cursos
17. Bibliografia

### Série Periódicos
Reúne os dois periódicos já produzidos e editados pela Faculdade:
1. Notícias (Informativo);
2. Cadernos de Educação Escolar Indígena.

O Informativo da Faculdade Indígena Intercultural foi produzido até o nono número, tendo periodicidade semestral e tiragem de 1.000 exemplares. É composto por pequenos textos e ilustrações produzidas pelos estudantes durante as etapas presenciais, sobre temas diversos como terra, cultura, tradição, língua, etc.
Seu público alvo principal são os próprios estudantes da Faculdade, mas também tem ampla circulação entre o público não-índio pela riqueza de informações sobre as diferentes etnias.
O periódico Cadernos de Educação Escolar Indígena tem 6 (seis) volumes publicados, com periodicidade anual e tiragem de 1.000 exemplares. Destina-se a divulgar artigos produzidos pelos estudantes e docentes da Faculdade, bem como outras contribuições de diferentes especialistas na área de educação escolar indígena, dentro e fora do país.
A intensa procura pelos 6 (seis) números já editados revela uma boa aceitação do periódico no meio acadêmico, estando garantidas as condições necessárias para manter a periodicidade do mesmo.

### Série Experiências Didáticas
Esta série está voltada à viabilização de propostas de publicações apresentadas pelos estudantes indígenas para uso em suas escolas e comunidades.
Trata-se de apoiar as iniciativas dos estudantes na produção de livros, cartilhas e outros materiais didáticos, por meio da orientação pedagógica, linguística e antropológica, bem como facilitando-lhes os meios para preparação dos originais e sua edição.

### Série Práticas Interculturais
Esta série destina-se a organização e divulgação das produções textuais e visuais elaboradas pelos estudantes durante as etapas presenciais e intermediárias dos cursos, a partir das propostas didáticas dos docentes das três áreas de concentração.
Trata-se da divulgação de livros que permitirão não só o retorno aos estudantes de suas produções, como também sua divulgação para um público mais amplo.
Esta série será organizada a partir de três coleções temáticas, assim constituídas:
1. Coleção Vida e Meio Ambiente
2. Coleção Cultura e Sociedade
3. Coleção Práticas Pedagógicas e Linguagem

Desde o início dos cursos vem sendo desenvolvida a proposta de elaboração de um Dicionário Enciclopédico de Palavras Indígenas, que deverá integrar a Coleção Práticas Pedagógicas e Linguagem.

### Declaração das Nações Unidas Sobre o Direito dos Povos Indígenas
A Faculdade Indígena Intercultural, vinculada à Universidade do Estado de Mato Grosso - UNEMAT, lançou em parceria com a Editora Entrelinhas e as Nações Unidas(ONU) a Declaração das Nações Unidas sobre os Direitos dos Povos Indígenas, aprovada pela Assembléia Geral da Organização das Nações Unidas em 13 de setembro de 2007, depois de 22 anos de discussão. O lançamento aconteceu no dia 06 de outubro, na abertura da Feira do Livro Indígena de Mato Grosso, na praça da República em Cuiabá.
A publicação, com tiragem de três mil exemplares, foi distribuída gratuitamente, com prioridade aos diversos povos indígenas de Mato Grosso. Também receberam a publicação a sociedade civil organizada, demais órgãos governamentais municipais e do Estado, além de bibliotecas públicas e escolares no Estado de Mato Grosso.
Consideramos este documento de extrema importância para o Estado de Mato Grosso, onde hoje se localizam 71 Terras Indígenas (entre as homologadas, regularizadas, delimitadas,  identificadas ou em estudo) além de 9 povos indígenas isolados na sua região Norte. São milhares de índios nas aldeias e muitos mais integrados entre os não-índios em todo o nosso extenso território – com todos os benefícios e dificuldades que esta integração cultural proporciona.
São por meio de seus artigos que indígenas e não-indígenas, vão tomar conhecimento dos propósitos e princípios da Carta das Nações Unidas sobre os direitos dos povos indígenas, afirmando a necessidade de serem respeitados na sua diferença. A Declaração trás em seu bojo, entre outros aspectos, a reafirmação da democracia dos direitos legais; a preocupação com as injustiças históricas; o reconhecimento de promover os direitos intrínsecos dos povos indígenas; a consolidação da organização política, social, econômica e cultural; o direito aos territórios e suas terras tradicionais; o reconhecimento às culturas e às práticas tradicionais indígenas; o direito à educação escolar específica e intercultural; o respeito aos direitos humanos e a autodeterminação.

## Graduação

### Cursos
Os Cursos de Licenciatura Específica para a Formação de Professores Indígenas têm por objetivo a formação e a habilitação de professores indígenas para o exercício docente no Ensino Fundamental e em disciplinas específicas do Ensino Médio, nas escolas das aldeias.
São oferecidos cursos superiores de licenciatura nas áreas de Línguas, Artes e Literaturas; Ciências Matemáticas e da Natureza; e Ciências Sociais. Os cursos ministrados são reconhecidos pelo Conselho Estadual de Educação de Mato Grosso – CEE/MT, por meio da Portaria nº. 321/04 – CEE/MT, publicada no Diário Oficial do Estado, em 21 de setembro de 2004. Tiveram seu reconhecimento renovado por meio da Portaria nº. 311/05 – CEE/MT, publicada no Diário Oficial do Estado, em 27 de dezembro de 2005.
Com duração de 05 anos e uma carga horária total de 4.025 horas, os cursos estão estruturado em
1. 10 Etapas de Estudos Presenciais,
2. 10 Etapas de Estudos Cooperados de Ensino e Pesquisa (Etapas Intermediárias),
3. Estágio Curricular Supervisionado e,
4. Trabalho de Conclusão de Curso.

Nos primeiros três anos, denominados de Etapa Básica, são estudados conteúdos pertencentes as três licenciaturas. Nos dois últimos anos, Etapa Específica, os estudantes optam por uma das licenciaturas e estudam conteúdos específicos da área. Os cursos obedecem a um regime especial e são desenvolvidos de forma intensa e presencial nos períodos de férias e recessos escolares, com atividades cooperadas entre docentes e cursistas nos períodos em que estes estão ministrando aulas nas escolas indígenas.
Línguas, Artes e Literaturas
A área de Línguas, Artes e Literaturas habilita o cursista no trabalho com as diferentes linguagens: escrita, oral, artística e literária. Tem como objeto de estudo a experiência da linguagem e as relações entre línguas, artes e literaturas.
Ciências Matemáticas e da Natureza
A área de Ciências Matemáticas e da Natureza tem como estudo os campos da Biologia, Física, Matemática e Química. O Programa dessa área tem como eixo principal o estudo dos diferentes conhecimentos, como resultado das inter-relações entre sociedade-ciência-tecnologia. Sob esta perspectiva, busca-se estabelecer complementariedade entre os diferentes saberes, tendo como ponto de partida e como objeto de estudo os conhecimentos próprios das comunidades educativas que participam dos cursos.
Ciências Sociais
As Ciências Sociais têm como focos privilegiados os campos da História e da Geografia, compondo com a Antropologia, com a Política, com a Sociologia e com a Filosofia uma abordagem reflexiva acerca das diferentes noções de tempo e espaço concebidos pelas diversas sociedades humanas.

### Metodologia
Os cursos possuem uma metodologia voltada para a formação em serviço. Cada semestre letivo é constituído pelas seguintes etapas:
Etapa de Planejamento e Formação
Em decorrência das especificidades dos cursos, é preciso que os profissionais que neles atuam compartilhem suas experiências, reorientem suas práticas, enfim, aperfeiçoem o seu fazer pedagógico para atender aos estudantes indígenas de diferentes etnias. A formação dos profissionais que atuam como docentes nos Cursos de Licenciatura ocorre sempre antes do início de cada período de atividades presenciais, denominada de "Etapa de Planejamento e Formação". Dela participam, além da equipe coordenadora dos Cursos, os docentes e assessores que atuarão durante o semestre letivo. Tem duração média de uma semana (40 horas), objetivando debater e planejar os conteúdos e as estratégias a serem adotadas durante o período letivo.
Sendo assim, a Etapa de Planejamento e Formação é parte fundamental dos cursos, quer por responder às demandas inerentes a cada período letivo, quer por formar e disponibilizar em nossas instituições um quadro de docentes e assessores especializados em educação escolar indígena.
Etapa de Estudos Presenciais
De caráter presencial e trabalho intensivo, a Etapa de Estudos Presenciais ocorre semestralmente, nos meses de janeiro/fevereiro e julho/agosto, coincidindo com o período de férias e recessos escolares dos cursistas. As etapas presenciais acontecem nos Campi Universitários da UNEMAT, onde são ministradas 210 horas-aula, distribuídas em 08 horas diárias de estudo, além de atividades complementares realizadas no período noturno. Esta etapa tem como objetivo a reflexão acerca dos processos pedagógicos que compõem a práxis escolar e os conteúdos das diversas Áreas de Conhecimento que integram o currículo dos cursos.Cada semestre letivo possui uma temática central sobre a qual são desenvolvidos os conteúdos curriculares das três áreas de estudo. São as seguintes temáticas centrais da etapa básica:
1. Gênese,
2. Tempo,
3. Espaço,
4. Sociedade,
5. Território e,
6. Autonomia.

Etapa de Estudos Cooperados de Ensino e Pesquisa - Intermediária
Consiste na etapa que ocorre nos períodos intermediários entre uma etapa intensiva e outra, possibilitando aos cursistas conciliarem suas atividades docentes na escola com as atividades do curso de formação (preparo de seminários, leituras, pesquisas, exercícios). Desse modo, a práxis docente e o processo de formação ocorrem simultaneamente, num contínuo exercício de comunicação dialógica.
No decorrer dessa etapa, a equipe de docentes e técnicos da faculdade visitam as escolas das aldeias, realizando orientações pedagógicas das atividades que foram indicadas para serem feitas nas aldeias.

### Dados
O público atendido pela Faculdade Indígena Intercultural é composto por 340 professores índios que atuam nas escolas indígenas do Ensino Fundamental e Médio. Na 1ª Turma (2001-2006) foram oferecidas 200 vagas, sendo 180 para o Estado de Mato Grosso e 20 para outros estados. Na 2ª Turma (2005-2009) foram oferecidas 100 vagas para estudantes de Mato Grosso. A 3ª Turma (2008-2012) é constituída por 40 professores indígenas de Mato Grosso.
São 32 etnias de Mato Grosso:
1. Apiaká (03 estudantes)
2. Arara (01 estudante)
3. Aweti (02 estudantes)
4. Bakairi (23 estudantes)
5. Bororo (34 estudantes)
6. Chiquitano (04 estudantes)
7. Ikpeng (04 estudantes)
8. Irantxe (05 estudantes)
9. Juruna (02 estudantes)
10. Kalapalo (02 estudantes)
11. Kamaiurá (02 estudantes)
12. Karajá (09 estudantes)
13. Kayabi (12 estudantes)
14. Kuikuro (03 estudantes)
15. Matipu (01 estudante)
16. Mebêngokrê (08 estudantes)
17. Mehinako (03 estudantes)
18. Munduruku (01 estudante)
19. Nafukuá (02 estudantes)
20. Nambikwara (03 estudantes)
21. Panará (02 estudantes)
22. Paresi (18 estudantes)
23. Rikbaktsa (12 estudantes)
24. Suyá (03 estudantes)
25. Tapirapé (18 estudantes)
26. Terêna (12 estudantes)
27. Trumai (01 estudante)
28. Umutina (17 estudantes)
29. Waurá (01 estudante)
30. Xavante (104 estudantes)
31. Zoró (07 estudantes)

E mais 14 etnias de outros estados da Federação:
1. Acre: Kaxinawá (01 estudante) e Manchineri (01 estudante)
2. Alagoas: Wassu Cocal (01 estudante)
3. Amazonas: Baniwa (02 estudantes), Ticuna (01 estudante), Baré (01 estudante) e Tukano (01 estudante)
4. Bahia: Pataxó (03 estudantes) e Tuxá (01 estudante)
5. Ceará: Tapeba (02 estudantes)
6. Espírito Santo: Tupinikim (01 estudante)
7. Paraíba: Potiguara (01 estudante)
8. Rio Grande do Sul: Kaingang (02 estudantes)
9. Santa Catarina: Kaingang (01 estudante)
10. Tocantins: Karajá (01 estudante)

A Faculdade, por meio de seus cursistas, atua em 146 aldeias do Estado de Mato Grosso, situadas em 35 municípios, sendo eles:
1. Água Boa
2. Apiacás
3. Aripuanã
4. Barão de Melgaço
5. Barra do Bugres
6. Barra do Garças
7. Bom Jesus do Araguaia
8. Brasnorte
9. Campinápolis
10. Campo Novo dos Parecis
11. Canarana
12. Comodoro
13. Confresa
14. Feliz Natal
15. Gaúcha do Norte
16. General Carneiro
17. Guarantã do Norte
18. Juara
19. Luciara
20. Nobres
21. Nova Nazaré
22. Paranatinga
23. Peixoto de Azevedo
24. Porto Esperidião
25. Poxoréu
26. Querência
27. Rondolândia
28. Rondonópolis
29. Santa Terezinha
30. Santo Antônio do Leverger
31. São Félix do Araguaia
32. São José do Xingu
33. Sapezal
34. Tangará da Serra

## Especialização em Educação Escolar Indígena

### Turma 2004
O curso de Pós-Graduação Lato Sensu "Especialização em Educação Escolar Indígena" foi implantado pelo Departamento de Matemática em parceria com o Projeto de Formação de Professores Indígenas - 3º Grau Indigena, no campus Universitário Dep. Estadual Rene Barbour, em Barra do Bugres - MT, com o objetivo de ampliar as discussões e produzir conhecimentos sobre a Educação Escolar Indígena em âmbito regional e nacional.
O curso atendeu uma clientela de profissionais de diferentes áreas de formação e procedentes de várias estados do país.
O curso, coordenado pela professora Ms. Lucimar Luisa Ferreira, foi auto-financiado e ofereceu 40 vagas destinadas a Profissionais indígenas e não-indígenas envolvidos no trabalho de Educação Escolar Indígena, portadores de diploma de Licenciatura Plena ou Bacharelado.
De acordo com o que foi proposto no projeto, o curso "Especialização em Educação Escolar indígena" teve uma duração de 2 anos (maio de 2002 a maio de 2004) e uma carga horária de 420 horas-aula, distribuídas em 8 módulos de 45 horas-aula cada um e uma monografia com 60 horas-aula.
O seminário de apresentação das monografias foi realizado no dia 22 de maio de 2004, com uma comissão científica formada por professores Mestres e Doutores do quadro da UNEMAT e convidados.
A especialização foi realizada com a parceria da Faculdade de Educação (UNEMAT), do Departamento de Matemátia do campus de Barra do Bugres e do 3º Grau Indígena.
As monografias encontram-se na biblioteca do Campus de Barra do Bugres – MT. Consulte a relação dos trabalhos monográficos.
Quadro de disciplinas e professores
1ª - Fundamentos Pedagógicos da Educação Escolar Indígena - 45h
Profa. Ms.: Susana Martelletti Grillo Guimarães - FUNASA
2ª - Fundamentos de Antropologia - 45h
Profa. Dra.: Carmem Lúcia Silva - UFPR
3ª - Metodologia de Pesquisa no Ensino - 45h
Profa. Dra.: Dulce Mª Pompeo de Camargo - PUCCAMP
4ª - Filosofia e Epistemologia da Educação - 45h
Profa. Dra.: Lígia Arantes Sad - UFES
5ª - Fundamentos Legais da Educação Escolar Indígena - 45h
Prof. Doutorando.: Luís Donisete Benzi Grupioni - USP
6ª - Povos e Línguas Indígenas no Brasil - 45h
Prof. Dr.: Marcus Antonio R. Maia -MUSEU DO RIO
7ª - Gestão Pedagógica na Educação Escolar - 45h
Profa. Dra.: Dulce Maria P. de Camargo - PUCCAMP
8ª - O Currículo na escola indígena: aspectos pedagógicos e de organização do trabalho - 45h
Profa. Dra.: Lúcia Helena Alvarez Leite Doutora - UFMG

### Turma 2009
A II turma do curso de Pós-Graduação Lato Sensu "Especialização em Educação Escolar Indígena" foi implementada pelo Instituto de Ciências Sociais Aplicadas – ICSA - em parceria com o Programa de Educação Superior Indígena Intercultural – PROESI, no Campus Universitário Dep. Estadual René Barbour, em Barra do Bugres – MT, com o objetivo de ampliar as discussões e produzir conhecimentos sobre educação escolar indígena em âmbito regional e nacional.
O curso atende a uma clientela de professores indígenas de diferentes áreas de formação e procedentes de varias etnias de Mato Grosso. O curso, coordenado pelo Prof. Dr. Elias Januário e, financiado por meio de uma parceria entre a SEDUC, SECITEC, UNEMAT, FUNAI e Prefeitura Municipal de Barra do Bugres, oferece 60 vagas exclusivas para indígenas envolvidos no trabalho de Educação Escolar Indígena, portadores de diploma de Licenciatura Plena.
De acordo com o que está proposto no projeto, o curso "Especialização em Educação Escolar Indígena" tem uma duração de 2 anos (julho de 2008 a julho de 2010) e uma carga horária de 420 horas-aula, distribuídas em 8 módulos de 45 horas-aula cada um e uma monografia com 60 horas-aula. O seminário de apresentação das monografias deverá ser realizado em julho de 2010, com a presença de uma comissão cientifica formada por professores Mestres e Doutores do quadro da UNEMAT e convidados. As monografias apresentadas ficarão a disposição para consulta na biblioteca do Campus de Barra do Bugres.
Esta Especialização é realizada com as parcerias do ICSA (Instituto de Ciências Sociais Aplicadas), UNEMAT (Universidade do Estado de Mato Grosso) e da Faculdade Indígena Intercultural.
Quadro de Disciplinas e Professores
1ª - Fundamentos de Antropologia - 45h
Prof. Dr.: Elias Januário - UNEMAT/PROESI
2ª – Metodologia de Pesquisa no Ensino - 45h
Profa. Roselane Soares Monteiro - Unirondon
3ª - Ensino de Ciências na Educação Escolar Indígena - 45h
Prof. Dr.: Waldir José Gaspar - UFSCar
4ª - Ensino de Geografia na Educação Escolar Indígena - 45h
Prof. Ms.: Evaldo Ferreira - UNEMAT
5ª – Fundamentos Pedagógicos da Educação Escolar Indígena - 45h
Profa. Ms.: Maria Aparecida Rezende - UFGD
6ª - Povos e Línguas Indígenas no Brasil - 45h
Prof. Dr.: Marcus Maia - UFRJ
7ª - Métodos e Técnicas de Pesquisa - 45h
Profa. Roselane Soares Monteiro - Unirondon
8ª - Métodos e Análises de Dados Qualitativos - 45h
Profa. Roselane Soares Monteiro - Unirondon